# Campionato europeo dei piccoli stati femminile di pallavolo 2009
Il campionato europeo dei piccoli stati femminile di pallavolo 2009 si è svolto dal 22 al 24 maggio 2009 a Schaan, in Liechtenstein: al torneo hanno partecipato quattro squadre nazionali europee di stati con meno di un milione di abitanti e la vittoria finale è andata per la terza volta a Cipro.

## Qualificazioni
Al torneo hanno partecipato: la nazionale del paese ospitante e tre nazionali provenienti dai gironi di qualificazione.

## Impianti
|                                                                              |  |  |
|                                                                              |  |  |
| Sport und Freizeitzentrum Resch Città: Schaan Capienza: - Anno d'apertura: - |  |  |

## Regolamento
Le squadre hanno disputato un'unica fase con formula del girone all'italiana.

## Squadre partecipanti
| Squadra       | Qualificazione                            | Ultima partecipazione |
| ------------- | ----------------------------------------- | --------------------- |
| Cipro         | 1ª al torneo di qualificazione (girone A) | Scozia 2007           |
| Liechtenstein | Paese organizzatore                       | Scozia 2007           |
| Lussemburgo   | 1ª al torneo di qualificazione (girone B) | Scozia 2007           |
| San Marino    | 2ª al torneo di qualificazione (girone A) | Lussemburgo 2002      |

## Torneo

### Risultati
| 22 maggio 2009 Sport und Freizeitzentrum Resch, Schaan Durata: 1h:57 - Spettatori: 250 | Liechtenstein | 3 - 1 | Lussemburgo   | 24-26, 25-18, 28-26, 25-22        |
| 22 maggio 2009 Sport und Freizeitzentrum Resch, Schaan Durata: 1h:54 - Spettatori: 100 | Cipro         | 2 - 3 | San Marino    | 25-21, 20-25, 25-21, 23-25, 14-16 |
| 23 maggio 2009 Sport und Freizeitzentrum Resch, Schaan Durata: 1h:06 - Spettatori: 200 | Liechtenstein | 0 - 3 | Cipro         | 16-25, 17-25, 20-25               |
| 23 maggio 2009 Sport und Freizeitzentrum Resch, Schaan Durata: 1h:54 - Spettatori: 120 | Lussemburgo   | 3 - 2 | San Marino    | 17-25, 26-24, 21-25, 25-22, 15-13 |
| 24 maggio 2009 Sport und Freizeitzentrum Resch, Schaan Durata: 1h:26 - Spettatori: 100 | Cipro         | 3 - 1 | Lussemburgo   | 22-25, 25-12, 25-20, 25-15        |
| 24 maggio 2009 Sport und Freizeitzentrum Resch, Schaan Durata: 1h:46 - Spettatori: 280 | San Marino    | 3 - 1 | Liechtenstein | 19-25, 25-19, 25-22, 25-23        |

### Classifica
| Pos | Squadra       | Pt | G | V | P | SV | SP | Ratio | PF  | PS  | Ratio |
| --- | ------------- | -- | - | - | - | -- | -- | ----- | --- | --- | ----- |
| 1   | Cipro         | 5  | 3 | 2 | 1 | 8  | 4  | 2.000 | 279 | 233 | 1.197 |
| 2   | San Marino    | 5  | 3 | 2 | 1 | 8  | 6  | 1.333 | 311 | 300 | 1.037 |
| 3   | Lussemburgo   | 4  | 3 | 1 | 2 | 5  | 8  | 0.625 | 268 | 308 | 0.870 |
| 4   | Liechtenstein | 4  | 3 | 1 | 2 | 4  | 7  | 0.571 | 244 | 261 | 0.935 |

## Podio

### Campione
Formazione: 1 Panagiota Aristeidou, 2 Antra Charalambous, 3 Nina Chuda, 4 Elisabeth Creney, 5 Afroditi Faouta, 6 Eleni Michael, 7 Ivana Milanovic, 8 Oxana Pavlou, 9 Tetyana Timokhova-Siskou, 10 Sophia Tsangaridou, 11 Emanouela Vasiliou, 12 Chryso Vouvakou, CT: Nikolaos Ioannou

### Secondo posto
Formazione: 1 Cristina Bacciocchi, 2 Veronica Barducci, 3 Martina Bologna, 4 Martina Mazza, 5 Maria Camilla Montironi, 6 Giulia Muccioli, 7 Chiara Parenti, 8 Elisa Parenti, 9 Elisa Vannucci, 10 Alessandra Zannoni, CT: Luigi Morroli

### Terzo posto
Formazione: 1 Claude Bichel, 2 Nathalie Braas, 3 Michèle Breuer, 4 Martine Emeringer, 5 Isabelle Frisch, 6 Patricia Gengler, 7 Betty Hoffmann, 8 Anne-Marie Lebon, 9 Patricia Noesen, 10 Véronique Steffen, 11 Martine Weber, 12 Julie Zorn, CT: -

## Classifica finale
| Pos | Squadra       |
| --- | ------------- |
|     | Cipro         |
|     | San Marino    |
|     | Lussemburgo   |
| 4   | Liechtenstein |